# Chusaris ideoides
Chusaris ideoides är en fjärilsart som beskrevs av George Francis Hampson 1891. Chusaris ideoides ingår i släktet Chusaris och familjen nattflyn. Inga underarter finns listade i Catalogue of Life.